# Xã Jones, Quận Gregory, South Dakota
Xã Jones (tiếng Anh: Jones Township) là một xã thuộc quận Gregory, tiểu bang Nam Dakota, Hoa Kỳ. Năm 2010, dân số của xã này là 65 người.